# Siège de Bordeaux (1453)
Pour les articles homonymes, voir Siège de Bordeaux.
Guerre de Cent Ans
Batailles
Le siège de Bordeaux par le roi Charles VII, entre août et octobre 1453, fait partie de la quatrième phase de la guerre de Cent Ans (1429-1453). Il marque le rattachement de la ville à la couronne de France et la fin de la présence anglaise en Guyenne.

## Contexte
Le 29 juin 1451, la ville de Bordeaux se rend aux troupes de Charles VII mais elle est reprise un an plus tard par Lord Talbot. Le 17 juillet 1453 les Français remportent la bataille de Castillon, qui leur ouvre la route de Bordeaux. La chute de Castillon entraîne celle des villes environnantes : Saint-Émilion, Libourne, Fronsac, Bourg, Blaye. Bordeaux se retrouve ainsi encerclée.

## Déroulement
Le 13 août 1453, le roi de France, Charles VII, arrive en personne au château de Montferrand sur la presqu’île d’Ambès pour superviser les opérations de siège. La flotte ainsi que les troupes terrestres sur la rive droite de la Gironde sont placées sous le commandement de Jean de Bueil, amiral de France. Charles VII fit édifier des ouvrages de défense pour protéger son armée dans la rase campagne, au droit de Lormont notamment. La ville de Bordeaux est protégée par trois enceintes et une vingtaine de grosses tours; 8 000 hommes veillent à sa défense, ils résistent durant deux mois.
La chute de Cadillac puis du château de Blanquefort au mois de septembre amoindrissent les espoirs des Bordelais, par ailleurs, les riches marchands craignent de voir leurs hôtels détruits par l’artillerie de Jean Bureau. Charles VII reçoit le renfort de quinze navires bourguignons, envoyés par Philippe le Bon. La peste ayant atteint l’armée du roi, ce dernier consent à faire preuve de clémence à l’égard des défenseurs de Bordeaux, afin de conclure les négociations promptement ; de plus l’approvisionnement des armées françaises est entravé par les Gascons qui mènent une politique de la terre brûlée.
Un traité est signé le 9 octobre entre le roi et neuf notables bordelais à Montferrand ; il prévoit le versement de 100 000 écus par la ville de Bordeaux et la libération des prisonniers français sans rançon. Vingt Bordelais, désignés par le roi subirent la peine de bannissement dont le seigneur de Landiras et celui de Duras. Le 12 octobre, les Bordelais livrent douze otages, six Anglais et six Gascons, comme garantie. Les Anglais quittent la ville avec les honneurs de la guerre, les troupes de Charles VII y font leur entrée le 19 octobre.

## Conséquences
Le roi ne daigna pas entrer dans Bordeaux, il promit de laisser l’administration de la ville aux Bordelais mais en réalité il se réservait le choix du maire, de cinq jurats et du clerc de ville. Une taxe fut appliquée sur l’exportation de vin, à raison de 25 sous par tonneau. La prise de la ville par les Français et la perte de ses privilèges entraînèrent l’émigration de nombreux nobles et bourgeois en Angleterre.